# Атлетика на Летњим олимпијским играма 1908.
Атлетска такмичења на 4. Летњим олимпијским играма 1908. у Лондону одржавала су се од 13. — 25. јула на стадиону Вајт сити. Само је маратонска трка стартовала код Виндзорског дворца, а циљ је био на стадиону.
И овај пут атлетичари САД показали су се најбољим. Међутим било је и изненађења у трчању на 100 м, 200 м, 400 м, на 5 миља и на 3.200 метара са препрекама прва места су освојили атлетичари Јужноафричке републике, Канаде и Уједињеног Краљевства.
У току такмичења постављено је 5 најбољих резултата на свету (светски рекорди се воде од 1912.) и 10 олимпијских рекорда уз многе нацационалне рекорде.

## Занимљивости
Било је неколико занимљивих догађања:
- У полуфиналној трци на 400 м Представник Уједињеног Краљевства Виндам Халсвел, у борби са тројицом представника САД, постигао је најбоље време. Од те тројице два, два атлетичара су оптужена да су при трчању ометали на недозвољен начин Хасвела. Трка је била поништена, а један од америчких такмичара је дисквалификован. Друга два тркача САД који је требало да трче у финалу са Халсвелом су одустала од такмичења, а Виндам Хасвел је сам претчао целу стазу. Ово је једини случај у историји олимпијских игара да је у некој дисциплини додељена сам једна медаља.
- у новој дисциплини ходању на 10 миља атлетичари из Уједињеног Краљевства су освојили пет првих места.

- на играма се први пут такмичило поред редовне дисциплине бацање диска са савремени начин увела и дисциплина бацање диска на грчким начин. У обе дисциплине победио је исти такмичар Американац Мартин Шеридан.

- у трци на 800 метара први пут се на олимпијским играма догодило да су се на прих пет мета у некој атлетској дисциплини пласирали такмичари из пет различитих земаља.

— за маратон су везане две занимљивости:
— олимпијски маратон је на 6 првих олимпијских игара имао и 6 различитих дужина стазе. У Лондону је требало да стартује код Виндзорског дворца, а да се заврши на олимпијском стадиону, али су организатори трке одлучили да се трка заврши испред краљевске ложе (Royal Box). Ово је стазу учинило дугом 42,195 км. Много касније 1921, ова дужина је одлуком Међународне аматерске атлетске федерације (ИААФ) постала званична дужина маратона.
— убедљиво водећи на првих 40 километара Италијан Дорандо Пјетри на два километра пре циља почео је осећати ефекте дехидрације изазване великим напорима у последњим километрима. На уласку у стадион потпуно несвестан прво је погрешио пут, а затим је први пут пао. Касније је пао још неколико пута, ипак је погодио прави пут према циљу. На крају су га неколко метара пре циља, преко циљне линије дословно пренела два службана лица, иако Пјетри није тражио помоћ. Било му је потребно око 10 минута да пређе последњих 350 метара на стадиону. Због ове помоћи био је дисквалификован и одузета му је златна медаља. Ипак, краљица Александра му ју доделила сребрни пехар на предлог књижевника Артура Конана Дојла као почасном победнику.

## Земље учеснице
Такмичило се у 26 дисциплина само у мушкој конкуренцији. Учествовао је 431 атлетичар из 20 земаља. Аргентина и Турска, су биле једине земље учеснице Игара у Лондону, чији се представници нису такмичили у атлетици.
| - Аустралазија (9} - Аустрија (2) - Белгија (6) - Бохемија (3) - Канада (27) - Данска (8) - Финска (15) - Француска (19) - Немачка (20) - Уједињено Краљевство (126) |  | - Грчка (12) - Мађарска (19) - Италија (12) - Холандија (19) - Норвешка (11) - Русија (1) - Јужноафричка Република (6) - Шведска (31) - Швајцарска (1) - САД (84) |

## Дисциплине
Програм атлетских такмичења ја био измењен у односу на раније олимпијске игре. Уведене су неке нове дисциплине, а изостављане неке са ранијих такмичења на олимпијским играма.
| Нове - трка 3.200 метара са препрекама - мешовита штафета - трка 3 миље екипно - трка 5 миља - ходање 3.500 метара - ходање 10 миља - Бацање копља - Бацање копља слободним стилом - Бацање диска -грчки стил | Изостављене - трка 60 метара (1900—04) - трка 200 метара са препонама (1900—04) - трка 2.500 метара са препрекама (1900—04) - трка 4 миље екипно (1904) - Триатлон (1904) - Десетобој (1904) - Троскок без залета (1900-04) - 56 килограма тежине бацања (1904) |

## Календар такмичења
| ● | Дисциплине предтакмичење | ● | Дисциплине финала |

| јул                        | 13 | 14  | 15 | 16 | 17 | 18 | 19 | 20 | 21 | 22 | 23 | 24 | 25 |
| -------------------------- | -- | --- | -- | -- | -- | -- | -- | -- | -- | -- | -- | -- | -- |
| 100 м                      |    |     |    |    |    |    |    | ●  | ●  | ●  |    |    |    |
| 200 м                      |    |     |    |    |    |    |    |    | ●  | ●  | ●  |    |    |
| 400 м                      |    |     |    |    |    |    |    |    | ●  | ●  | ●  |    | ●  |
| 800 м                      |    |     |    |    |    |    |    | ●  | ●  |    |    |    |    |
| 1.500 м                    | ●  | ●   |    |    |    |    |    |    |    |    |    |    |    |
| 110 м препоне              |    |     |    |    |    |    |    |    |    |    | ●  | ●  | ●  |
| 400 м препоне              |    |     |    |    |    |    |    | ●  | ●  | ●  |    |    |    |
| 3.200 метара са препрекама |    |     |    |    | ●  | ●  |    |    |    |    |    |    |    |
| мешовота штафета           |    |     |    |    |    |    |    |    |    |    |    | ●  | ●  |
| 3 миље екипно              |    | ●   | ●  |    |    |    |    |    |    |    |    |    |    |
| 5 миља                     |    |     | ●  |    |    | ●  |    |    |    |    |    |    |    |
| маратон                    |    |     |    |    |    |    |    |    |    |    |    | ●  |    |
| 3.500 м ходање             |    | ● ● |    |    |    |    |    |    |    |    |    |    |    |
| 10 миља ходање             |    |     |    | ●  | ●  |    |    |    |    |    |    |    |    |
| скок удаљ                  |    |     |    |    |    |    |    |    |    | ●  |    |    |    |
| троскок                    |    |     |    |    |    |    |    |    |    |    |    |    | ●  |
| скок увис                  |    |     |    |    |    |    |    |    | ●  |    |    |    |    |
| скок мотком                |    |     |    |    |    |    |    |    |    |    |    | ●  |    |
| скок удаљ без залета       |    |     |    |    |    |    |    | ●  |    |    |    |    |    |
| скок увис без залета       |    |     |    |    |    |    |    |    |    |    | ●  |    |    |
| бацање кугле               |    |     |    | ●  |    |    |    |    |    |    |    |    |    |
| бацање диска               |    |     |    | ●  |    |    |    |    |    |    |    |    |    |
| бацање кладива             |    | ●   |    |    |    |    |    |    |    |    |    |    |    |
| бацање копља               |    |     |    |    | ●  |    |    |    |    |    |    |    |    |
| грчки диск                 |    |     |    |    |    | ●  |    |    |    |    |    |    |    |
| бацање копља слободни стил |    |     | ●  |    |    |    |    |    |    |    |    |    |    |
| јул                        | 13 | 14  | 15 | 16 | 17 | 18 | 19 | 20 | 21 | 22 | 23 | 24 | 25 |

## Освајачи медаља
| Дисциплина                        |                                                                                    | Резултат        |                                                                                            | Резултат                                |                                                                                          | Резултат                                |
| 100 м детаљи                      | Реџи Вокер Јужноафричка република                                                  | 10,8 ОР         | Џејмс Ректор САД                                                                           | 10,9                                    | Боби Кер Канада                                                                          | 11,0                                    |
| 200 м детаљи                      | Боби Кер · Канада                                                                  | 22,6            | Роберт Клафен САД                                                                          | 22,6                                    | Нејт Картмел САД                                                                         | 22,7                                    |
| 400 м детаљи                      | Виндам Халсвел · УК                                                                | 50,0            | само један такмичар учествовао у финалу                                                    | само један такмичар учествовао у финалу | само један такмичар учествовао у финалу                                                  | само један такмичар учествовао у финалу |
| 800 м детаљи                      | Мел Шепард САД                                                                     | 1:52,8 НРС, ООР | Емилио Лунги Италија                                                                       | 1:54,2                                  | Ханс Браун Немачка                                                                       | 1:55,2                                  |
| 1.500 м детаљи                    | Мел Шепард САД                                                                     | 4:03,4 ОР       | Харолд Вилсон · Уједињено Краљевство                                                       | 4:03,6                                  | Норман Халоуз · Уједињено Краљевство                                                     | 4:04,0                                  |
| 5 миља детаљи                     | Емил Војт · Уједињено Краљевство                                                   | 25:11,2 ОР      | Едвард Овен · Уједињено Краљевство                                                         | 25:24,0                                 | Јохан Сванберг · Шведска                                                                 | 25:37,2                                 |
| Маратон детаљи                    | Џони Хејз САД                                                                      | 2:55:19         | Чарлс Хеферон Јужноафричка република                                                       | 2:56:06                                 | Џозеф Форшо САД                                                                          | 2:57:11                                 |
| 3.200 м препреке детаљи           | Артур Расел · Уједињено Краљевство                                                 | 10:47,8 ОР      | Арчи Робертсон · Уједињено Краљевство                                                      | 10:48,4                                 | Џон Ајзел САД                                                                            | 11:00,8                                 |
| 110 м препоне детаљи              | Форест Смитсон САД                                                                 | 15,0 НРС, ОР    | Џон Гарелс САД                                                                             | 15,7                                    | Артур Шо САД                                                                             | 15,8                                    |
| 400 м препоне детаљи              | Чарлс Бејкон САД                                                                   | 55,0 НРС, ОР    | Хари Хилман САД                                                                            | 55,3                                    | Џими Тремир · Уједињено Краљевство                                                       | 57,0                                    |
| мешовита штафета детаљи           | САД Вилијам Хамилтон Натанијел Картмел Џон Тејлор Мел Шепард                       | 3:29,4          | Немачка Артур Хофман Ханс Ајке Ото Трилоф Ханс Браун                                       | 3:32,4                                  | Мађарска Пал Симон Фриђеш Визнер Јожеф Нађ Еден Бодор                                    | 3:32,5                                  |
| 3 миље екипно детаљи              | УК · 1° Џозеф Дикин 14:39,6 · 2° Арчи Робертсон 14:41,0 · 3° Вилијам Коулс 14:41,6 | 1+2+3= 6        | САД 4° Џон Ајзли14:41,8 6° Џорџ Бонаг 15:05,0 9° Herbert Trube 15:08,4                     | 4+6+9= 19                               | Француска · 8° Луј де Флерак 15:11,0 · 11° Жозеф Дрер 15:40,0 · 13° Пол Лизандје 16:03,0 | 8+11+13= 32                             |
| 3.500 м ходање детаљи             | Џорџ Ларнер · Уједињено Краљевство                                                 | 14:55,0         | Ернест Веб · Уједињено Краљевство                                                          | 15:07,4                                 | Хари Кер · Аустралазија                                                                  | 15:43,4                                 |
| 10 миља ходање детаљи             | Џорџ Лернер · Уједињено Краљевство                                                 | 1:15:57,4       | Ернест Веб · Уједињено Краљевство                                                          | 1:17:31,0                               | Едвард Спенсер · Уједињено Краљевство                                                    | 1:21:20,2                               |
| Скок удаљ детаљи                  | Френк Ајронс САД                                                                   | 7,48 ОР         | Данијел Кели САД                                                                           | 7,09                                    | Келвин Брикер Канада                                                                     | 7,08                                    |
| Троскок детаљи                    | Тим Ахерн · УК                                                                     | 14,92 ОР        | Гарфилд Макдоналд Канада                                                                   | 14,76                                   | Едвард Ларсен Канада                                                                     | 14,395                                  |
| Скок увис детаљи                  | Хари Портер САД                                                                    | 1,905 =ОР       | Жорж Андре · Француска · Корнелијус Лихи · Уједињено Краљевство · Иштван Шомоди · Мађарска | 1,88                                    | --                                                                                       | --                                      |
| Скок мотком детаљи                | Едвард Кук · САД · Алфред Гилберт · САД                                            | 3,71 ОР'        | није додељена                                                                              |                                         | Чарлс Џејкобс · САД · Едвард Арчибалд · Канада · Бруно Седерстрем · Шведска              | 3,58                                    |
| Скок увис без залета детаљи       | Реј Јури САД                                                                       | 1,575           | Џон Билер · САД · Константинос Циклитирас · Грчка                                          | 1,55                                    | –                                                                                        | –                                       |
| Скок удаљ без залета детаљи       | Реј Јури САД                                                                       | 3,335           | Константинос Циклитирас Грчка                                                              | 3,235                                   | Мартин Шеридан САД                                                                       | 3,23                                    |
| Бацање кугле детаљи               | Патрик Макдоналд САД                                                               | 15,34           | Ралф Роуз САД                                                                              | 15,25                                   | Лоренс Витни САД                                                                         | 13,93                                   |
| Бацање диска Детаљи               | Мартин Шеридан САД                                                                 | 40,89 ОР        | Мерит Грифин САД                                                                           | 40,70                                   | Маркиз Хор САД                                                                           | 39,44                                   |
| Бацање кладива детаљи             | Џон Фланаган САД                                                                   | 51,93 ОР        | Мет Макграт САД                                                                            | 51,18                                   | Кон Волш САД                                                                             | 48,50                                   |
| Бацање копља детаљи               | Ерик Леминг · Шведска                                                              | 54,825 НРС, ОР  | Arne Halse · Норвешка                                                                      | 50,57                                   | Ото Нилсон · Шведска                                                                     | 47,10                                   |
| Грчки диск детаљи                 | Мартин Шеридан САД                                                                 | 38,00           | Марквис Хор САД                                                                            | 37,325                                  | Вернер Јервинен Финска                                                                   | 36,48                                   |
| Бацање копља слободни стил детаљи | Ерик Леминг · Шведска                                                              | 54,445 НРС, ОР  | Михалис Доризас Грчка                                                                      | 51,36                                   | Арне Халсе · Норвешка                                                                    | 49,73                                   |

## Биланс медаља
|    | Земља                  |    |    |   |    |
| -- | ---------------------- | -- | -- | - | -- |
| 1  | САД                    | 16 | 10 | 8 | 34 |
| 2  | Уједињено Краљевство   | 7  | 7  | 3 | 17 |
| 3  | Шведска                | 2  | 0  | 3 | 5  |
| 4  | Канада                 | 1  | 1  | 4 | 6  |
| 5  | Јужноафричка република | 1  | 1  | 0 | 2  |
| 6  | Грчка                  | 0  | 3  | 0 | 3  |
| 7  | Норвешка               | 0  | 1  | 2 | 3  |
| 8  | Француска              | 0  | 1  | 1 | 2  |
| 8  | Немачка                | 0  | 1  | 1 | 2  |
| 8  | Мађарска               | 0  | 1  | 1 | 2  |
| 11 | Италија                | 0  | 1  | 0 | 1  |
| 12 | Аустралазија           | 0  | 0  | 1 | 1  |
| 12 | Финска                 | 0  | 0  | 1 | 1  |
|    |                        |    |    |   |    |
| –  | Аустрија               | 0  | 0  | 0 | 0  |
| –  | Белгија                | 0  | 0  | 0 | 0  |
| –  | Бохемија.              | 0  | 0  | 0 | 0  |
| –  | Данска                 | 0  | 0  | 0 | 0  |
| –  | Холандија              | 0  | 0  | 0 | 0  |
| –  | Русија                 | 0  | 0  | 0 | 0  |
| –  | Швајцарска             | 0  | 0  | 0 | 0  |